# Karolina Piśla
Karolina Piśla (ur. 5 sierpnia 1996) – polska siatkarka grająca na pozycji przyjmującej, młodzieżowa reprezentantka kraju. Zdobywczyni złotego medalu na Mistrzostwach Europy Kadetek w 2013 roku. Od sezonu 2019/2020 występuje w drużynie WTS Solna Wieliczka.

## Sukcesy klubowe
Mistrzostwo Polski:
- 2016

## Sukcesy reprezentacyjne
Mistrzostwa Europy Wschodniej Kadetek:
- 2012

Mistrzostwa Europy Wschodniej Juniorek:
- 2013

Mistrzostwa Europy Kadetek:
- 2013